# 1968 코파 델 헤네랄리시모 결승전
1968 코파 델 헤네랄리시모 결승전(스페인어: La Final de la Copa del Generalísimo de 1968)은 현재 코파 델 레이로 알려진 스페인 컵대회의 64번째 결승전이다. 이 경기는 1968년 7월 11일, 마드리드의 산티아고 베르나베우에서 열렸고, 바르셀로나가 레알 마드리드를 1-0로 이기고 통산 16번째 우승을 거두었다.

## 상세 경기 정보
| 바르셀로나           | 1–0               | 레알 마드리드 |
| -------------------- | ----------------- | ------------- |
| 순수네기 6′ (자책골) | 리포트 (스페인어) |               |

| 바르셀로나:         |    |                             |
|                     |    |                             |
| GK                  | 1  | 살바도르 사두르니           |
| DF                  | 2  | 안토니오 토레스             |
| DF                  | 3  | 가예고                      |
| DF                  | 4  | 엘라디오                    |
| MF                  | 5  | 페드로 마리아 사발사        |
| MF                  | 6  | 호세 마리아 푸스테          |
| MF                  | 7  | 호아킨 리페                 |
| FW                  | 8  | 호세 안토니오 살두아 (주장) |
| FW                  | 9  | 조르즈 멘돈사               |
| FW                  | 10 | 헤수스 페레다               |
| FW                  | 11 | 카를로스 렉사치             |
| 감독:               |    |                             |
| 살바도르 아르티가스 |    |                             |

| 레알 마드리드: |    |                      |
|                |    |                      |
| GK             | 1  | 안토니오 베탕코르트  |
| DF             | 2  | 비센테 미에라 (주장) |
| DF             | 3  | 페르난도 순수네기    |
| DF             | 4  | 마누엘 산치스        |
| MF             | 5  | 피리                 |
| MF             | 6  | 이그나시오 소코      |
| FW             | 7  | 페르난도 세레나      |
| FW             | 8  | 호세 루이스          |
| FW             | 9  | 아만시오             |
| FW             | 10 | 라몬 그로소          |
| FW             | 11 | 미겔 페레스          |
| 감독:          |    |                      |
| 미겔 무뇨스    |    |                      |

## 같이 보기
- 고전 더비